# Štajerska (Slovenija)
 Ovo je glavno značenje pojma Štajerska (Slovenija). Za druga značenja pogledajte Štajerska (razdvojba).
Štajerska (također i Donja Štajerska; slov. Spodnja Štajerska, Slovenska Štajerska, mađ.: Alsó-Stájerország, njem.: Untersteiermark, prek.: Spoudnje Štájersko) dio je povijesne pokrajine Štajerske, a danas je neslužbena pokrajina u sjeveroistočnoj Sloveniji. U jugoistočnoj Austriji nalazi se savezna pokrajina Štajerska, koja se još naziva i Gornjom Štajerskom.

## Zemljopisne značajke
Štajerska se smjestila između Save i Savinje na zapadu, Save na jugu, granice s Hrvatskom na istoku, Murom na sjeveroistoku i granice s Austrijom na sjeveru.
Ovo je područje pretežno brdovito i pokriveno šumama. Gorje se prema istoku spušta najprije u bregovit kraj Slovenskih gorica, a potom u dolinu Panonske nizine. Donja Štajerska poznata je po uzgoju vinove loze i proizvodnji bijelog vina.
Najveći grad Štajerske i njegovo gospodarsko središte je Maribor. Značajniji su gradovi također i Celje, Ptuj i Velenje. Uz njih tu su još i Laško, Sevnica, Slovenska Bistrica, Slovenske Konjice.

## Povijest Štajerske
Štajerska se postupno oblikovala, a u srednjem vijeku njezin središnji dio zauzimala je Karantanija koja se prostirala srednjim tokom Mure. Oko 1000. godine od Koruške se odvojilo više grofovija uz gornji sliv Mure te su se pridružile ovom kraju, a 1147. Štajerskoj se pridružila i Podravska krajina.Konačno je 1180. Štajerska podugnuta na razinu vojvodstva. Do sredine 15. stoljeća važnu su ulogu o tom kraju imali grofovi Celjski. Na koncu je Štajerska postala dijelom habsburških nasljednih zemalja, dok nakon Prvog svjetskog rata nije podijeljena između Austrije i tadašnje Kraljevine SHS.